# Epenthese
Eine Epenthese (griechisch επένθεσις epénthesis ‚Einfügung‘, auch: Lauteinschub, Lauteinschaltung) ist die Ergänzung eines Wortes um einen Sprachlaut, oft zur Erleichterung der Aussprache (ohne etymologische Motivation). In manchen Fällen dienen sie im Deutschen der Vermeidung von Hiaten. Neben artikulatorischen und klanglichen Gründen können im Gedicht solche Lauteinfügungen auch aus metrischen Gründen erfolgen. Als wortverändernde rhetorische Figur gehört die Epenthese zur Gruppe der Metaplasmen.

## Beispiele
- -t- (Wohlklangs-t, t euphonicum) in meinethalben, deinethalben, eurethalben, dessentwegen, hoffentlich, namentlich, öffentlich, wissentlich
- -s- in Zeitungsjunge (das eingefügte s ist, da es zwischen den zwei Bestandteilen eines Kompositums eingeschoben ist, gleichzeitig ein Fugenelement)
- -n- in afrikanisch oder -t- in Tokioter dient der Hiatvermeidung

Epenthesen müssen sich nicht unbedingt in der Orthographie niederschlagen. Auch bei unveränderter Orthographie kann in der gesprochenen Sprache eine solche Lauteinfügung stattfinden:
- -d- in übrigens. Die nach der geschriebenen Form zu erwartende Aussprache [ˈyːbʁɪɡəns] wird oftmals als [ˈyːbʁɪɡənt͡s] realisiert. Dies kann allerdings dann oftmals umgekehrt zu einem verbreiteten Rechtschreibfehler führen, indem entsprechend der phonetischen Realisierung übrigends statt übrigens geschrieben wird.

Auch bei Kleinkindern kann man im Zuge des Erstspracherwerbs den ausspracheerleichternden Einsatz von Epenthesen beobachten:
- Sandara für Sandra
- Lulise für Luise